# ゴンサロ・ピサロ

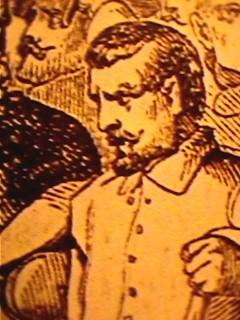
ゴンサロ・ピサロ

ゴンサロ・ピサロ（Gonzalo Pizarro、1502年 - 1548年4月10日）は、スペインのコンキスタドール。フランシスコ・ピサロの異母弟。
カスティーリャ王国エストレマドゥーラのトルヒージョ出身。他の兄弟とともに兄のインカ帝国征服に協力し良質なエンコミエンダを手に入れた。 しかし、1541年にアマゾン地方の探検に出かけ失敗し翌年、ペルーに帰った。スペイン王室がエンコミエンダの苛政と苛烈な収奪を制限しようとするとそれに反発する現地のスペイン人反乱のリーダーとなって反逆したが捕らえられ処刑された。